# Charadrius alticola
Charadrius alticola е вид птица от семейство Charadriidae.

## Разпространение
Видът е разпространен в Аржентина, Боливия, Перу и Чили.